# Hermópolis Magna
Hermópolis Magna era la capital del nomo XV del Alto Egipto. 
|  |

Nombre egipcio: Jmun / Khemnu. Nombre griego: Hermópolis Magna. Nombre árabe: El-Ashmunein.
Ciudad de gran importancia religiosa y política del antiguo Egipto, centro del culto al dios Tot (en antiguo egipcio, Dyehuty). Estaba situada al noroeste de la moderna ciudad de Mallawī y a unos 30 km al norte de Amarna.

## Principales restos arqueológicos
- Templo al dios Dyehuty: Varias basas de columnas.
- Templo al dios Amón: Primer pilono.
- Templo de Amenemhat II: Acceso. Dinastía XII.
- Templo de Amenhotep IV: Restos de bloques con relieves. Dinastía XVIII.
- Templo de Seti II: Restos. Dinastía XIX.
- Otros lugares de interés:
  - Las catacumbas
  - Tumba de Isadora
  - Tumba de Petosiris (Tuna el Gebel)
  - El cementerio de Ibis (Ibiotafeion)

Hermópolis "Ciudad de Hermes" es el nombre helenizado de dos ciudades del antiguo Egipto, en donde se veneraba a Tot, asociado al Hermes griego: Hermópolis Magna y Hermópolis Parva.